# Ꜻ
Ꜻ,ꜻは、ラテン文字の一つ。Aとバー付Vの合字である。

## 各言語における用法
古ノルド語では[ø]を表す。

## コンピューター
UnicodeではꜺの大文字はA73A、小文字はA73Bを表す。